# Sayri Túpac
Diego Sairi Tupa Yupangui,  conocido modernamente como Sayri Túpac Inca, (Yucay, ca. 1535 - 1561) fue el segundo Inca de Vilcabamba, hijo del primer inca vilcabambino Manco Inca, y de su esposa Cura Ocllo. Después de que los conquistadores españoles almagristas mataron a su padre en 1544, sucedió a su padre como gobernante del estado independiente inca de Vilcabamba. Gobernó hasta 1557. 

## El asesinato de Manco Inca por los almagristas
El primer Inca de Vilcabamba, Manco Inca, albergó a varios españoles partidarios del conquistador Diego de Almagro. Estos juraron lealtad y agradecimiento hacia su protector pero su codicia pudo más. El teniente gobernador del Cuzco les ofreció perdón y riquezas si mataban al Sapa Inca, y un día mientras los siete españoles, el Inca y su hijo Titu Cusi Yupanqui jugaban al herrón, en el momento de levantar el Inca el herrón para iniciar el juego, los almagristas se lanzan sobre él con puñales y a pesar de su resistencia logran asestarle una herida mortal y lo dejan ensangrentado pregonando su victoria al huir, no obstante son apresados cerca por un capitán y tras ser torturados se les da muerte. A pesar de la gravedad de sus heridas, el Inca logra sobrevivir unos días en las que da disposiciones finales y escoge a su sucesor. Ya la madre había sido asesinada por los españoles en 1539 (cuando Sayri Túpac tenía cuatro años de edad). Al morir su padre quedó como Sapa Inca de Vilcabamba.

## Segundo inca de Vilcabamba
La muerte de Manco Inca se había producido al comienzo de la rebelión de los encomenderos desatada por Gonzalo Pizarro y los incas de Vilcabamba, sin su carismático líder, no pudieron aprovechar la división de los españoles.
Sayri Túpac era apenas un niño, con nueve años de edad, y la dirección del pequeño estado había sido asumida por sus tutores, entre los que destacaba Atoc Supa. La política del Inca que se mantuvo independiente pronto perdió toda agresión y se limitó a salvaguardar las costumbres y ceremonias del antiguo Imperio incaico. Los españoles se dieron cuenta de esta nueva postura, viendo el cese de las agresiones contra los pobladores aislados, y esperaban poder salir pacíficamente de la resistencia del último Inca libre.
El nuevo gobernador del Perú, Pedro de la Gasca, tomó iniciativas diplomáticas para lograr este objetivo. Envió mensajeros con importantes presentes y recibió, a cambio, otros tantos presentes, traídos por seis dignatarios. Podrían haber comenzado las negociaciones y La Gasca hizo ofertas tentadoras: haciendas y edificios, en el Cuzco y en otros lugares, capaces de proporcionar un ingreso considerable, además, por supuesto, de amnistía por todos los crímenes pasados. Las propuestas fueron satisfactorias y Sayri Túpac, o más bien sus tutores, estuvieron dispuestos a aceptar, pero pidieron garantías. Fue Paullu Inca quien se ofreció a acompañar a su sobrino a su nueva residencia, pero cuando ya casi llegaba a la reunión enfermó y tuvo que regresar al Cuzco, donde la enfermedad se agravó y lo llevó a la muerte.
Al día siguiente el fray Gerónimo de Loayza, invitó al Inca a comer; acabada la comida, se leyó una provisión a la que se le otorgaba unas tierras e indios, pero este en vez de alegrarse pronunció una frase y regresó a Vilcabamba.

## Reinicio de las negociaciones

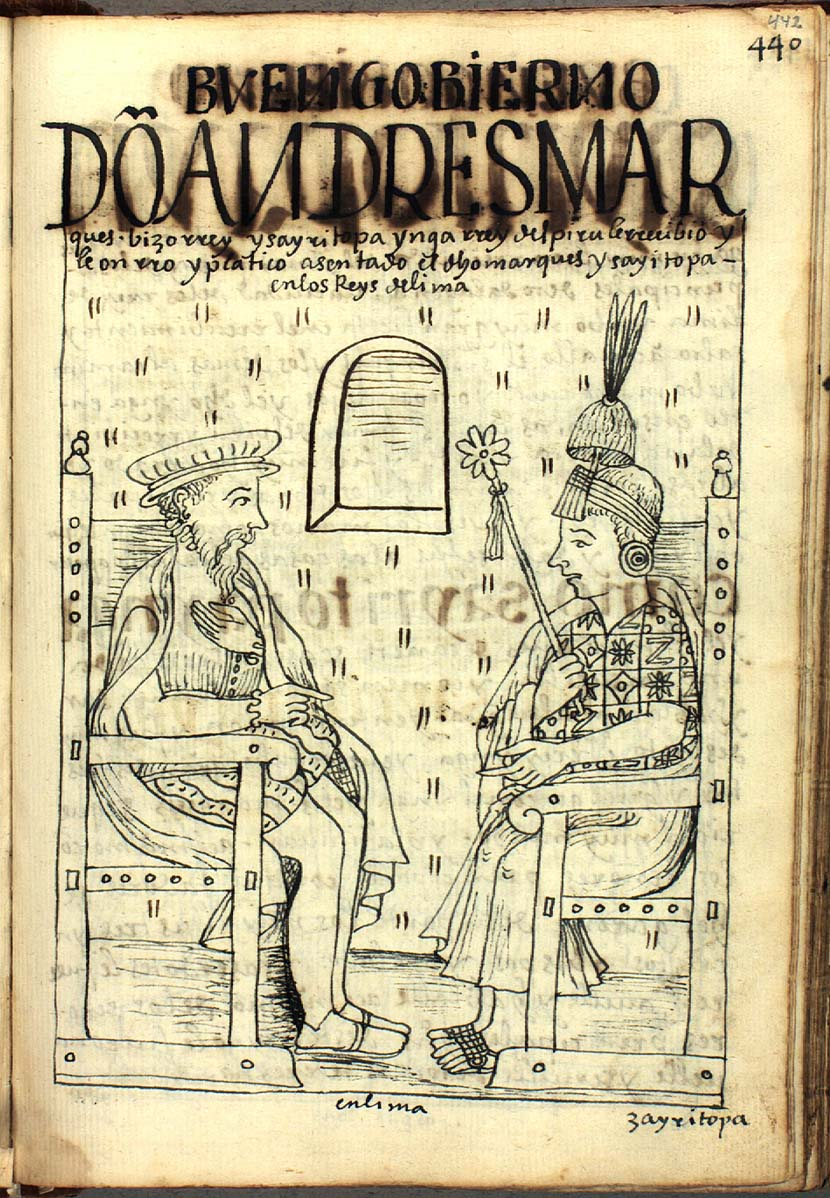
Sayri Túpac y el virrey Andrés Hurtado de Mendoza durante las negociaciones de paz, según un dibujo de Guamán Poma de Ayala.

En 1556 Andrés Hurtado de Mendoza, III virrey del Perú y III marqués de Cañete, se hizo cargo del inmenso Virreinato del Perú. Al igual que de la Gasca, el nuevo virrey creyó que sería más seguro para los españoles si Sayri Túpac era atraído al área de colonización española con el fin de que pudieran controlar el reducto inca. Esto tenía influencia de la política de los Habsburgo de establecer alianzas políticas a través de las familias mas importantes para así lograr el Vasallaje de sus dominios. 
Varias personalidades, que se ganaron la confianza del Inca en el exilio, se encargaron de restablecer las negociaciones. Entre ellos estaba doña Beatriz Huaylas, hermana de Manco Inca y tía de Sayri Túpac. Incluso el historiador Juan de Betanzos, perfecto conocedor del quechua, participó en las parlamentarias que fueron largas y laboriosas debido a la desconfianza de los Vilcabamba. Finalmente se llegó a un acuerdo y Sayri Tupac partió de Vilcabamba rumbo a Lima. Viajaba en una litera rica con 300 asistentes.
El 5 de enero de 1558, el joven soberano recibió una suntuosa acogida por parte del virrey Hurtado de Mendoza y los funcionarios españoles en la capital virreinal (Lima) y, cuando reanudó su viaje al Cuzco, estaba en posesión de los títulos que le garantizaban las propiedades prometidas. Recibió una renta de 17.000 reales castellanos para él y sus hijos, el Señorío del Valle de Yucay (una Encomienda que había sido de Francisco Hernández) y propiedades encima de la fortaleza del Cuzco para abandonar su enclave en Vilcabamba.
A cambio, además de convertirse al catolicismo, renunció a sus derechos como soberano del Tahuantinsuyo, en favor de trasladar tales derechos (sobre ser sucesor de Atahualpa) al rey Felipe II de España y a sus sucesores de la Corona de Castilla, en una aplicación de Translatio imperii, donde los Reyes de España, a partir de Carlos I de España, serían legítimos sucesores de los soberanos incas como Reyes del Perú, o cuando menos, Reyes de Vilcabamba.
La entrada a la capital del imperio de sus antepasados fue conmovedora por la alegría que mostraban los pobladores que iban a su encuentro. Para ellos, el Sapa Inca había vuelto a su legítimo asiento. Posteriormente, fueron instruidos en la Doctrina católica por el padre Juan de Vivero, y su bautizo lo hizo el obispo fray Juan Solano, mientras que Sayri Tupac recibió el nombre de Diego de Mendoza (en honor al padre del Virrey) y la coya Cusi Huarcay como María Manrique.

## Vida en el Cuzco

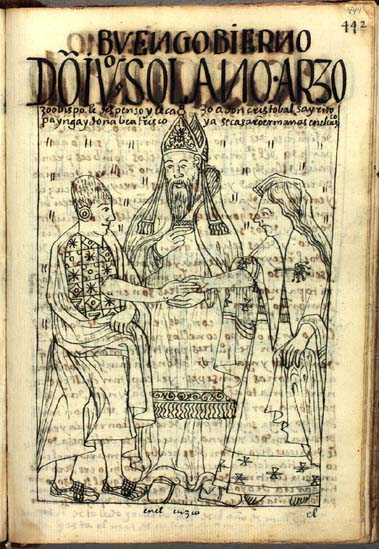
Fray Juan Solano sellando el matrimonio de Sayri Túpac y Cusi Huarcay, según Felipe Guamán Poma de Ayala.

Las propiedades que Sayri Túpac había obtenido de la Corona española eran vastas y lo convirtieron en uno de los ciudadanos más ricos del Perú. Inicialmente decidió residir en el Cuzco y fijó residencia en la casa de su tía Beatriz Huaylas quien se encargó de insertarlo en la nobleza inca de la ciudad. Sin embargo, el propósito del alejamiento del joven soberano de su propiedad era otro: Sayri Túpac pretendía convertirse al catolicismo, junto con su joven esposa Cusi Huarcay. Un religioso, que hablaba quechua, se encargó de instruirlos. Unos meses más tarde el joven soberano y su esposa pudieron recibir el bautismo y se eligieron nuevos nombres cristianos, Diego y María respectivamente, nombres del padre y de la esposa del virrey Hurtado de Mendoza. A cambio él recibió un perdón completo, el título de encomendado de Yucay, grandes propiedades y ricos ingresos.
Quedaba por completar una antepenúltima formalidad para que se pudiera decir que la inclusión del gobernante inca en la sociedad española estaba completa. Su esposa era también su hermana y la Iglesia no podía celebrar su matrimonio sin una dispensa papal. Llegó la dispensa del papa Julio III, en interés de la propia Corona española, y la pareja pudo unirse en matrimonio con todos los atavíos de la legalidad. La hija nacida de esta unión, Beatriz Clara Coya, también recibió el bautismo. Sayri Túpac nunca más volvió a Vilcabamba.

## Defunción
Pasada la fase de aculturación religiosa, Sayri Túpac consideró conveniente dirigirse a sus posesiones y, en particular, al valle de Yucay que había sido siempre el lugar de residencia predilecto de los soberanos incas en la época de su grandeza. Incluso comenzó a construir un palacio digno de su nombre, pero en 1561, repentinamente, murió, en pleno valle de Yucay, sin que de ninguna manera se hubiera previsto su fin. 
Su medio hermano Titu Cusi Yupanqui, que había tomado el mando del reino de Vilcabamba, sospechaba que Sayri Túpac había sido envenenado por los españoles, aunque quizá probablemente fue envenenado por el cañari Francisco Chilche, quizá en connivencia con Carlos Inca y Alonso Tito Atauchi, para apoderarse de sus tierras en Yucay.
En su testamento (firmado y traducido por el oidor Rodrigo López el 25 de octubre de 1558, dado que Sayri Tupac no sabía escribir en castellano), consideró a Beatriz Clara Coya como heredera legítima de sus derechos (así como a su hermano o hermana que estaba por nacer) y estipuló que sus bienes fueran transferidos a sus hijos (y que su esposa fuera la tutora de los menores), así como una asignación para una hermana llamada Inés de padres desconocidos.